# Забрањена љубав (ТВ серија из 2010)
Забрањена љубав (шп. El clon) колумбијско-америчка је теленовела, продукцијске куће Телемундо, снимана током 2009. и 2010.
У Србији је емитована током 2010. и 2011. на телевизији Пинк.

## Синопсис
Магична љубав која надживљава време и простор, у којој два срца проналазе свој пут како би се коначно ујединила вечним погледом.
Након изненадне смрти своје мајке, Хаде се из САД враћа у Мароко, не знајући да ће тамо упознати човека који је од стране судбине предодређен да буде њена једина љубав. Осећа се обавезном да постане део муслиманске културе коју не познаје, али захваљујући грациозности покрета и сензуалности њеног плеса, крадљивац њеног срца заљубљује се у њу на први поглед.
Лепота љупке Хаде очараће Лукаса, када је сасвим случајно сретне у кући стрица Алија, човека који је спреман на све како би заштитио своју веру и који је оштро против свега онога што Алах није благословио.
Он ће бити против љубави коју Хаде и Лукас осећају једно према другом, јер његова култура забрањује да странац наруши света правила Курана. Због тога уговара бракове својим нећакама Хаде и Латифи са Саидом и Мохамедом.
Лукас је мушкарац који живи у свету луксуза захваљујући успеху свог оца Леонарда Ферера и његових компанија, сањар који жели да постане музичар, док породица покушава да га убеди да се окрене послу. Дијего је сушта супротност свог брата близанца, момак који је требало да наследи Леонарда у фирми, а који ће заратити са њим због жене.
Дијего гине у несрећи, када крене да посети своју девојку Марису и ова ситуација ће представљати препреку љубави која је требало да победи све законе. Лукас ставља тачку на своју љубавну причу са Хаде, која је, кријући срамоту и грех, приморана да се уда за Саида.
Лукас и Хаде растају се први пут, под претњом смрћу, а Лукас заузима место свог брата Дијега у фирми и породици. Ипак, грешке које су направили неће уништити безусловну љубав коју осећају и они поново проживљавају своју љубавну причу, док их двоје деце не удаљи једно од другог и примора да следе путеве које су сами изабрали из ината.
За све то време, у Мајамију, научник Аугусто Албијери, скрхан Дијеговом смрћу, тајно клонира Лукаса. И управо он ће се побринути да поново оживи мистичну љубав двоје младих и тако очува магичну легенду, исписану руком судбине.

## Улоге
| Глумац:              | Улога:                                  |
| -------------------- | --------------------------------------- |
| Маурисио Окман       | Лукас Ферер Дијего Ферер Данијел "клон" |
| Сандра Ечеверија     | Хаде Мелкарак                           |
| Саул Лисазо          | Леонардо Ферер                          |
| Ђералдин Зивик       | Кристина Миранда                        |
| Роберто Мол          | Агустино Албијери                       |
| Андреа Лопез         | Мариса Антонели                         |
| Хуан Пабло Раба      | Саид                                    |
| Данијел Луго         | Али Рашид                               |
| Луз Стела Луенгас    | Сорајда                                 |
| Карла Евелин Хиралдо | Латифа                                  |
| Михајл Мулкај Бордон | Мухамед                                 |
| Андреа Монтенегро    | Назира                                  |
| Индира Серано        | Дора Енкарнасион Падиља                 |
| Педро Телемако       | Освалдо Медина                          |
| Абел Родригез        | Енрике "Рики"                           |
| Естефанија Гомез     | Вики                                    |
| Александер Родригез  | Хулио                                   |
| Роберто Манрике      | Алехандро "Снејк" Кортес                |
| Лаура Перико         | Наталија Ферер Антонели                 |
| Сандра Белтран       | Алисија                                 |
| Гари Фореро          | Пабло                                   |
| Адријана Ромеро      | Луиса                                   |
| Лилијана Гонзалез    | Клара                                   |